# Läkerol

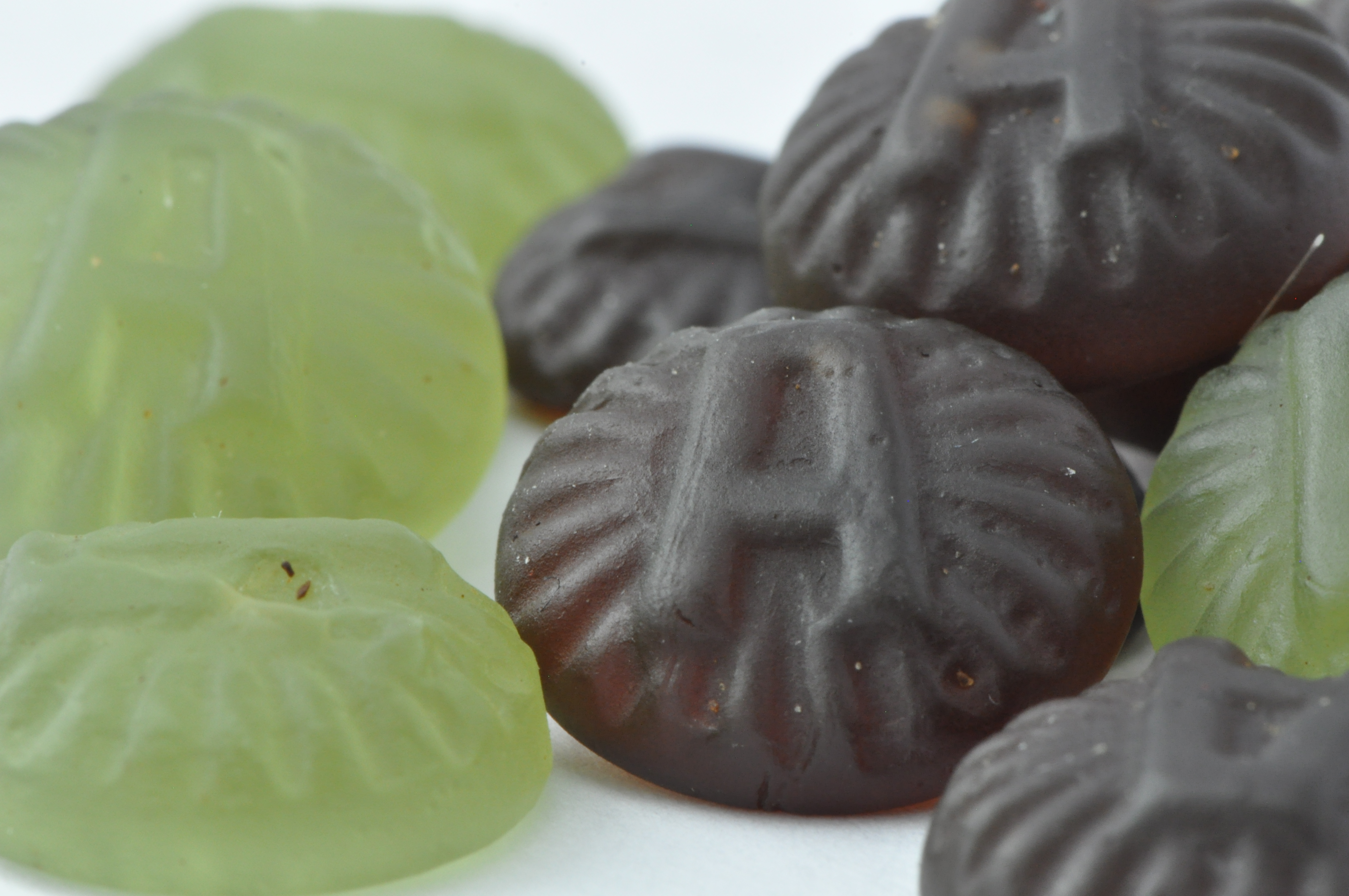
Caramelle Läkerol

Läkerol è il nome di una marca svedese di caramelle prodotte dall'azienda dolciaria Cloetta.
Le caramelle, a forma di pastiglie, sono ipocaloriche e l'ingrediente originale è la gomma arabica. Le caramelle hanno una vasta scelta di gusti.
Le caramelle Läkerol sono state ideate nel 1909 da Adolf Ahlgren al quale si deve la stampa della lettera "A" su ogni pastiglia. Il nome Läkerol deriva dal termine svedese "läka", che significa curare. Negli anni '80 Björn Borg fu il testimonial per la Läkerol in diverse pubblicità.
Inizialmente il mercato della Läkerol si concentrava nell'area scandinava, in un secondo tempo si espanse in Svizzera, Paesi Bassi, Belgio, Singapore e Hong Kong.